# 田中良平 (競馬)
田中 良平（たなか りょうへい、1930年3月27日 - 1994年11月10日）は、日本中央競馬会 (JRA) 栗東トレーニングセンター所属の調教師。

## 来歴
兵庫県出身。父の田中好雄も調教師であったが、「調教師としての腕はよかったが道楽者」だったといい「ことごとに反抗」していたという。中学卒業後母親の意向もあって会社員となるが、転職先で競馬週刊誌『西日本競馬』の発行人兼編集記者として活動。馬主資格も取得した。
しかしその後父に頭を下げて調教助手として父の厩舎で働き、6度の試験を経て1964年に調教師免許を取得。父を「最大のライバル」に据えて厩舎経営に励み、1988年には39勝を挙げてJRA賞最多勝利調教師を受賞するなど、重賞25勝を含む通算682勝を挙げた。
長男の田中章博も競馬の道に入り、良平の厩舎で勤めたのちに独立。親子三代で調教師となっている。
1994年11月10日、肝不全のため現役のまま死去。

## おもな管理馬
- ノアノハコブネ[4][5]（1985年優駿牝馬[11][3]）
- コーヨーチカラ[7]
- マリージョーイ[7]
- ミスラディカル[7]
- パンフレット
- ユウミロク
- ラグビーボール[4]
- エルカーサリバー
- スーパーシンザン

## おもな厩舎所属者
- 領家政蔵（騎手）
- 山内研二（騎手）
- 音無秀孝（騎手）
- 山田泰誠（騎手）
- 田中章博（厩務員、調教助手）
- 高尾武士[7]（調教助手。実弟[1]）

## 親族
親族に調教師の青池良佐、伊藤勝吉らがおり、伊藤修司、服部正利は従兄にあたる。